# Diesel (marcă)

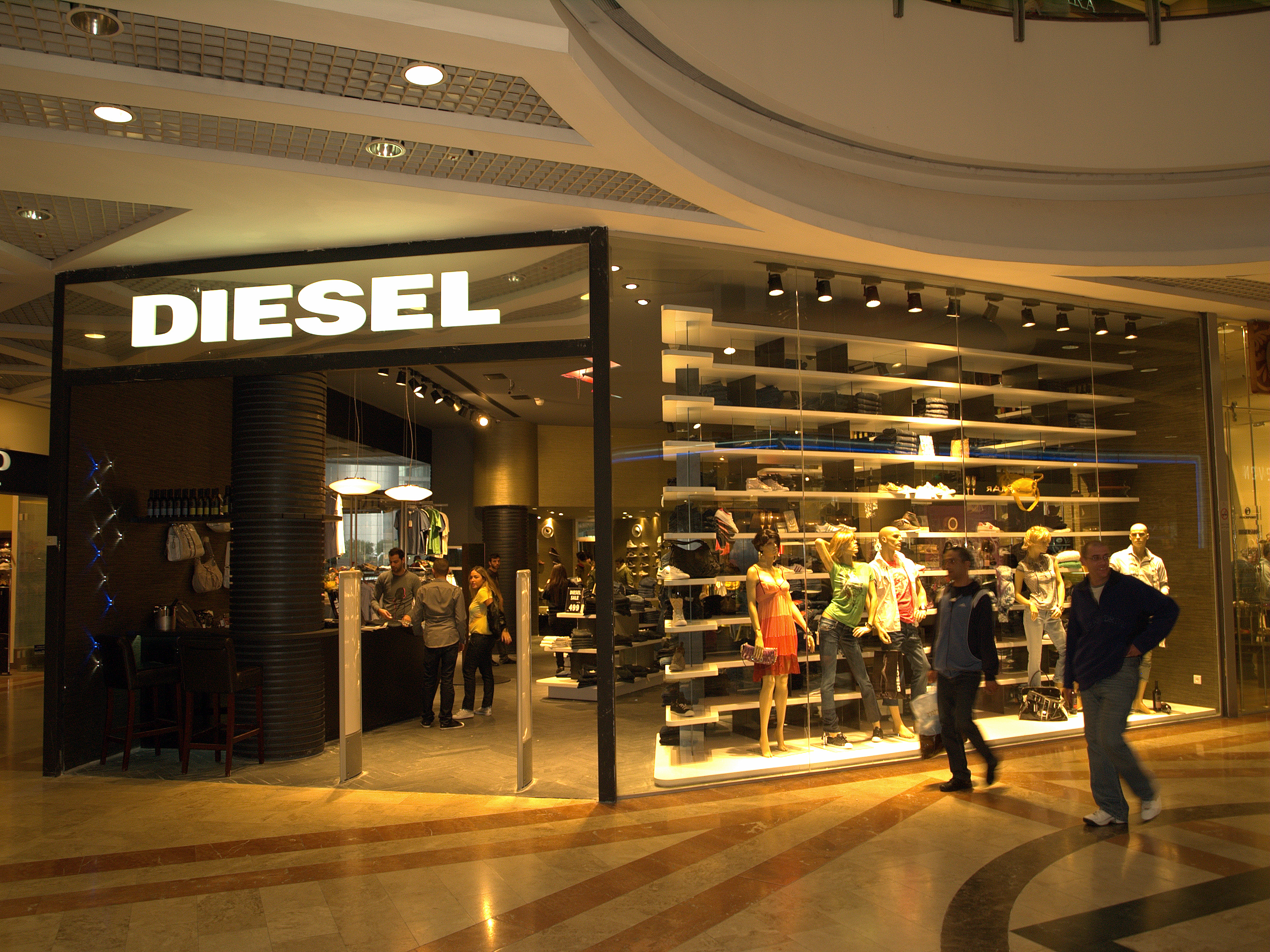
Magazin Diesel în Tel Aviv, Israel.

Diesel S.p.A.   este o companie italiană de design. Este cunoscută mai ales pentru îmbrăcăminte destinată pieței de adulți tineri, în special blugi, dar acum se pot găsi produse de la această companie  de la lenjerie pana la parfumuri. Compania este deținută de fondatorul ei Renzo Rosso și are sediul în Molvena, Italia.